# Horst-Günther Krainick
Horst-Günther Max Krainick (* 28. November 1908 in Steglitz bei Berlin; † März 1968 nahe Huế, Vietnam) war ein deutscher Mediziner und Hochschullehrer.

## Leben
Horst-Günther Krainick ging 1961 als Leiter eines Bildungshilfeprogramms der deutschen Bundesregierung an die kurz zuvor gegründete Medizinische Fakultät der Universität der südvietnamesischen Stadt Huế. Im ersten Semester 1961 schrieben sich 46 Studenten und zwei Studentinnen ein. Neben Krainick unterrichteten anfangs Dr. Erich Wulff, Dr. Ruprecht Zwirner und Dr. Kurt Weil. Die Laboratorien wurden mit Unterstützung der Freiburger Universität ausgebaut. Der Aufbau der Fakultät war das erste Entwicklungshilfeprojekt der Bundesrepublik Deutschland im damaligen Südvietnam, anfangs organisiert vom Auswärtigen Amt – das BMZ wurde später gegründet.
Während der Tet-Offensive des Vietcong und der Eroberung der Stadt wurde Krainick um den 5. Februar 1968 zusammen mit Raimund Discher, dem Arzt Alois Alteköster und seiner Frau Elisabeth Krainick entführt. Alle Bemühungen, unter anderem des Caritas-Präsidenten Georg Hüssler, um die Vermissten blieben erfolglos. Am 3. April 1968 teilte die Deutsche Botschaft in Saigon mit, die Leichen der vier Deutschen seien in einem Massengrab gefunden worden. Als Todesursache wurden Genick- und Kopfschüsse angegeben. Am 18. April 1968 wurde das Ehepaar Krainick in Freiburg beigesetzt. Ihr Schicksal wird in mehreren wissenschaftlichen Büchern zur Geschichte der Tet-Offensive dargelegt.

## Nachwirkung
Die medizinische Fakultät ist heute eine eigenständige medizinisch-pharmakologische Universität mit 12.600 Studenten – eingebunden in den Universitätsverbund in Huế. Das Engagement der Freiburger Ärzte hat sich als nachhaltig erwiesen.

## Ehrungen
- 1968: Verdienstkreuz 1. Klasse der Bundesrepublik Deutschland. (Der Orden wurde postum – als Reaktion auf die Ermordung – verliehen und den Angehörigen bei der Trauerfeier überreicht.)[5]